# Tour della nazionale maschile di rugby a 15 del Sudafrica 1972
Nel 1972 la squadra delle South Africa Gazelles, ossia la selezione under-23 di rugby a 15 del Sudafrica, visita l'Argentina per un tour, che ricambia la visita argentina dell'anno prima.
Vincono 11 delle 13 partite, compreso un test contro la nazionale argentina, che già l'anno prima era riuscita a pareggiare la serie sconfiggendo i giovani sudafricani in un match. Anche il San Isidro riesce nell'impresa di frenarli sul pareggio al primo match.

## Risultati
Sistema di punteggio: meta = 3 punti, Trasformazione=2 punti .Punizione e calcio da mark= 3 punti. drop = 3 punti. 
| Arbitro: | Carlos A. Tozzi |

|                                                 |           |                                                           |
| mete: Walter, Insúa trasf.: Cutler c.p.: Cutler | Marcatori | mete: Macdonald, Verter trasf.: J. Snyman c.p.: J. Snyman |

| Arbitro: | José M. Cabanas |

|                       |           | |
| c.p.: J. C. Legorburu | Marcatori | mete: Fourie 2, Van Aswegen D. Snyman 2, Swartz 2 D. Macdonald 2, De Klerk J. Snyman 2 Eloff Borgen trasf.: J. Snyman 12 |

| Arbitro: | Ricardo Colombo |

|  |           |                                                             |
|  | Marcatori | mete: Fourie 2, Du Toit trasf.: D. Animan 2 c.p.: D. Snyman |

| Arbitro: | Florencio Varela |

|  |           | |
|  | Marcatori | mete: Fourie 7, Swartz 3, Cronje 2 Du Plessis 2, Carlson, Borgen Kritzinger , Mac Donald J. Snyman Du Toit trasf.: . Snyman 7, Carlson 6 Drop: J. Snyman |

| Arbitro: | Eduardo Niño |

|  |           |                                                                         |
|  | Marcatori | mete: Macdonald 2, Rourie, De Klerk trasf.: D. Snyman 2 c.p.: D. Snyman |

| Arbitro: | Armando Zungri |

|                               |           | |
| mete: Pispiero c.p.: Martinez | Marcatori | mete: Verster 2, Germishuys 2 Classen , Read , Kritzinger Du Toit , De Klerk trasf.: J. Snyman 4 c.p.: J. Snyman 2 |

| Arbitro: | César de Elizalde |

|                              |           | |
| mete: Rojas trasf.: Castillo | Marcatori | mete: Fourie 4, Du Plessis Carlson Read , Reyneke Eloff , De Klerk ; trasf.: D. Snyman 2 c.p.: D. Snyman 1 |

| Arbitro: | Bruno Bertelli |

|  |           | |
|  | Marcatori | mete: Germishuys 4, Plessis 3 Verster 3, Gronje 2 Cansen 2, Reyneke Kritzinger , Du Toit Eloff , D. Snyman trasf.: D. Snyman 7, Carlson 3 |

| Arbitro: | Carlos A. Tozzi |

| |            | |
| c.p.: E. Morgan 2 | Marcatori  | mete: Fourie, Swartz, Cronje trasf.: D. Snyman |
| 15. D. Morgan 14.A. Altberg, 13.R. Matarazzo, 12.A. Travaglini, 11. E. Morgan 10. H. Porta 9. A. Etchegaray (cap.) 8. J. Whitman, 7. H. Miguens, 6.J. Cariacedo 5.J. Fernández, 4.A. Anthony 3.F. Insúa, 2.R. Handley y 1.R. Foster. | Formazioni | 15.R. Carlson 13.P. Cronje, 12.F. Du Toit, 11.A. Swartz 10.D. Snyman, 9.P. Bayvel 8.J. Van Aswegen (cap.), 7.M. Du Plessis, 6.J. Verster 5.K. de Klerk, 4.J. Kritzinger 3.N. Bezuidenbout, 2.H. Reyneke, 1.J. Le Roux. |

| Arbitro: | Armando Zungri |

|                                          |           |                                                                                                   |
| mete: Rapela trasf.: Tenca c.p.: Tenca 2 | Marcatori | mete: Fourie 4, Germishuys 3 Read , Verster Bayvel , Kruger trasf.: J. Snyman 4 c.p.: J. Snyman 5 |

| Arbitro: | César de Elizalde |

|                                   |           |                                                |
| c.p.: de Harris Smith 2, Gradin 2 | Marcatori | mete: Carlson, Fourie, Eloff trasf.: J. Snyman |

| Arbitro: | Florencio Varela |

|                                                     |           |                                                                                       |
| mete: Garcia trasf.: Seaton c.p.: Escalante, Seaton | Marcatori | mete: Germishuys 3, Carlson 2 Read , Verster trasf.: Fourie J.Snyman c.p.: J.Snyman 3 |

| Arbitro: | Florencio Varela |

| |            | |
| mete: E. Morgan 2, Porta, Travaglini trasf.: Porta | Marcatori  | mete: J.Snyman, Borgen trasf.: D,Snyman c.p.: D:Snyman 2 |
| 15. D. Morgan 14.A Altberg, 13.R. Matarazzo, 12. A. Travaglini, 11. E. Morgan 10. H. Porta 9. A. Etchegaray (cap.) 8.J. Wittman, 7.H. Miguens, 6.J. Cariacedo 5.J. Fernández, 4.A. Anthony 3.F. Insúa, 2.R. Handley 1.R. Foster | Formazioni | 15. R. Carlson (J. Snyman) 14.C. Fourie, 13.P. Cronje, 12.F. Du Toit, 11.A Swartz 10.D. Snyman 9.B. Borgen 8.J. Van Aswegen (cap.), 7.M. Du Plessis, 6.J. Verster 5.K. de Klerk, 4.J. Kritzinger 3.J. Le Roux, 2.H. Reyneke 1.J. Van Jaarsveld |

## Statistiche
| Giocatore             | Giocate | Mete | Trasf. | c.p. | drop | Punti |
| Paul BAYVEL           | 8       | 1    | 0      | 0    | 0    | 4     |
| Nicolás BEZUIDENBOUT  | 5       | 1    | 0      | 0    | 0    | 4     |
| Brian T. BORGEN       | 5       | 3    | 0      | 0    | 0    | 12    |
| Raymund CARLSON       | 9       | 5    | 9      | 0    | 0    | 38    |
| Cornelius CLAASEN     | 4       | 1    | 0      | 0    | 0    | 4     |
| Peter CRONJE          | 9       | 5    | 0      | 0    | 0    | 20    |
| Kevin DE KLERK        | 11      | 4    | 0      | 0    | 0    | 16    |
| Morne DU PLESSIS      | 11      | 6    | 0      | 0    | 0    | 24    |
| Francois DU TOIT      | 8       | 4    | 0      | 0    | 0    | 16    |
| Michael ELOFF         | 9       | 5    | 0      | 0    | 0    | 20    |
| Carel FOURIE          | 10      | 22   | 2      | 0    | 0    | 92    |
| Johanes GERMISHUYS    | 5       | 12   | 0      | 0    | 0    | 48    |
| Joachim JANSEN        | 4       | 2    | 0      | 0    | 0    | 8     |
| Johanes KRITZINGER    | 11      | 3    | 0      | 0    | 0    | 12    |
| Arnold KRUGER         | 5       | 3    | 0      | 0    | 0    | 12    |
| Johan LE ROUX         | 8       | 0    | 0      | 0    | 0    | 0     |
| Dugaid A. MACDONALD   | 4       | 5    | 0      | 0    | 0    | 20    |
| Alan READ             | 5       | 4    | 0      | 0    | 0    | 16    |
| Hendre REYNEKE        | 8       | 2    | 0      | 0    | 0    | 8     |
| Jean SCHEBLUSCH       | 1       | 0    | 0      | 0    | 0    | 0     |
| David SNYMAN          | 8       | 3    | 16     | 5    | 0    | 59    |
| Jacobus SNYMAN        | 7       | 4    | 29     | 11   | 1    | 110   |
| Johan STRAUS          | 5       | 0    | 0      | 0    | 0    | 0     |
| Albert SWARTZ         | 9       | 6    | 0      | 0    | 0    | 24    |
| Jannie VAN ASWEGEN    | 9       | 1    | 0      | 0    | 0    | 4     |
| Johanes VAN EYK       | 1       | 0    | 0      | 0    | 0    | 0     |
| Christo VAN JAARSVELD | 10      | 0    | 0      | 0    | 0    | 0     |
| Jacobus VERSTER       | 10      | 8    | 0      | 0    | 0    | 32    |
| --------------------- | ------- | ---- | ------ | ---- | ---- | ----- |